# Stazione di telecomunicazione
Una stazione di telecomunicazione o stazione per telecomunicazioni è un impianto di una rete di telecomunicazione il quale realizza compiutamente la trasmissione e/o la ricezione di una o più informazioni oggetto di una o più telecomunicazioni. In seguito all'invio delle informazioni, e prima della ricezione delle informazioni, avviene la trasmissione delle informazioni, ovvero il trasferimento delle informazioni mediante segnali che viaggiano in un canale di telecomunicazione.

## Tipologie
Inerentemente la funzione svolta dalla stazione di telecomunicazione, si distinguono tre tipologie principali di stazioni di telecomunicazione:
- stazione trasmittente;
- stazione ricevente;
- stazione ricetrasmittente.

Inerentemente la forma di telecomunicazione realizzata con la stazione di telecomunicazione, si distinguono quattro tipologie principali di stazioni di telecomunicazione:
- stazione telegrafica;
- stazione telefonica;
- stazione radiofonica;
- stazione televisiva.

### Stazione trasmittente
Una stazione trasmittente è una stazione di telecomunicazione la quale realizza esclusivamente l'invio delle informazioni (trasmissione) oggetto di una telecomunicazione. Il componente fondamentale di una stazione trasmittente è quindi il trasmettitore.

### Stazione ricevente
Una stazione ricevente è una stazione di telecomunicazione la quale realizza esclusivamente la ricezione delle informazioni oggetto di una telecomunicazione. Il componente fondamentale di una stazione trasmittente è quindi il ricevitore.

### Stazione ricetrasmittente
Una stazione ricetrasmittente è una stazione di telecomunicazione la quale realizza sia l'invio che la ricezione delle informazioni oggetto di una telecomunicazione. Il componente fondamentale di una stazione ricetrasmittente è quindi il ricetrasmettitore. Due sono le sottotipologie principali di stazioni ricetrasmittenti:
- stazione ripetitrice;
- stazione amplificatrice.

In particolare la stazione amplificatrice non è soltanto una sottotipologia di stazione ricetrasmittente, ma anche una sottotipologia di stazione ripetitrice (tutte le stazioni amplificatrici sono anche stazioni ripetitrici).

#### Stazione ripetitrice
Una stazione ripetitrice è una stazione ricetrasmittente che invia le stesse informazioni che riceve mantenendo l'ordine in cui le ha ricevute. La stazione ripetitrice è utilizzata per estendere il percorso del canale di telecomunicazione ed eventualmente per trasmettere le informazioni ad un maggior numero di destinatari.

#### Stazione amplificatrice
Una stazione amplificatrice è una stazione ripetitrice che, per inviare le informazioni, utilizza un segnale amplificato rispetto al segnale con cui ha ricevuto le informazioni. A tale scopo una stazione amplificatrice è dotata quindi anche di amplificatore. La stazione amplificatrice è necessaria quando il segnale è talmente attenuato che non veicola più le informazioni in modo efficiente. Tutti i segnali infatti sono soggetti ad attenuazione che aumenta in modo direttamente proporzionale alla distanza percorsa dal segnale.

### Stazione telegrafica
Una stazione telegrafica è una stazione di telecomunicazione con la quale si realizza la telegrafia. La principale sottotipologia di stazione telegrafica è la stazione radiotelegrafica. Una stazione radiotelegrafica è una stazione di telecomunicazione con la quale si realizza la radiotelegrafia.

### Stazione telefonica
Una stazione telefonica è una stazione di telecomunicazione con la quale si realizza la telefonia. La principale sottotipologia di stazione telefonica è la stazione radiotelefonica. Una stazione radiotelefonica è una stazione di telecomunicazione con la quale si realizza la radiotelefonia.

### Stazione radiofonica
Una stazione radiofonica è una stazione di telecomunicazione con la quale si realizza la radiofonia.

### Stazione televisiva
Una stazione televisiva è una stazione di telecomunicazione con la quale si realizza la televisione. La principale sottotipologia di stazione televisiva è la stazione radiotelevisiva. Una stazione radiotelevisiva è una stazione di telecomunicazione con la quale si realizza la radiotelevisione.